# Ольмут
Ольмут (нем. Ollmuth) — община в Германии, в земле Рейнланд-Пфальц. 
Входит в состав района Трир-Саарбург. Подчиняется управлению Рувер.  Население составляет 171 человек (на 31 декабря 2010 года). Занимает площадь 3,93 км².